# Hugo Nys
Hugo Nys (* 16. února 1991 Évian-les-Bains) je monacký profesionální tenista, deblový specialista, který do sezóny 2019 reprezentoval rodnou Francii. Ve své dosavadní kariéře na okruhu ATP Tour vyhrál sedm deblových turnajů. Na challengerech ATP a okruhu ITF získal šest titulů ve dvouhře a třicet osm ve čtyřhře.
Na žebříčku ATP byl ve dvouhře nejvýše klasifikován v červenci 2019 na 327. místě a ve čtyřhře pak v červnu 2023 na 12. místě. Trénují ho bývalý monacký tenista Guillaume Couillard a Kevin Blandy.
Jako první Monačan postoupil do semifinále a finále grandslamu, když s Polákem Janem Zielińskim prohráli boj o titul ve čtyřhře Australian Open 2023 s Australany Jasonem Kublerem a Rinkym Hijikatou. Deblovou trofejí na římském Internazionali BNL d'Italia 2023 se stal prvním monackým vítězem Mastersu.
V monackém daviscupovém týmu debutoval v roce 2019 athénským základním blokem 3. evropské skupiny euroafrické zóny proti Lucembursku, v němž vyhrál v páru s Benjaminem Balleretem čtyřhru. Monačané zvítězili 3:0 na zápasy. Do září 2025 v soutěži nastoupil k čtrnácti mezistátním utkáním s bilancí 1–2 ve dvouhře a 11–2 ve čtyřhře.

## Soukromý život
Narodil se roku 1991 ve francouzském lázeňském městě Évian-les-Bains, ležícím v Horním Savojsku do rodiny Quiblier Pascalové. K tenisu jej ve třech letech přivedl otec, tenisový trenér Jean-Christophe Nys. Děd Francis Nys (1930–2017) hrál v sezónách 1950–1961 Roland Garros. Nejdále se probojoval do třetího kola v letech 1953 a 1955. Praděd Robert Nys působil jako viceprezident francouzského tenisového svazu Fédération Française de tennis.
Z místního evianského klubu přestoupil v žákovské kategorii do Grenoblu. Na začátku profesionální kariéry strávil tři sezóny v tenisové akademii ISP v Sophia Antipolis na francouzské Riviéře. Od roku 2010 se začal připravovat v Monte Carlo Country Clubu.

## Tenisová kariéra
Debut v hlavní soutěži nejvyšší grandslamové kategorie zaznamenal v mužském deblu French Open 2014, kam mu organizátoři s Fabricem Martinem udělili divokou kartu. V prvním kole však Francouzi nenašli recept na německo-nizozemskou dvojici Andre Begemann a Robin Haase. Mimo grandslam na okruhu ATP Tour debutoval monackou čtyřhrou Monte-Carlo Rolex Masters 2017, do níž obdržel s Romainem Arneodem divokou kartu. Ve druhém kole nezvládli koncovky setů s osmými nasazenými Jeanem-Julienem Rojerem a Horiou Tecăuem.
Do premiérového finále na okruhu ATP Tour postoupil ve čtyřhře Open Sud de France 2018 v Montpellier. Po boku Japonce Bena McLachlana z něho odešli poraženi od anglických bratrů Kena a Neala Skupských. Deblovou trofej pak získal na mexickém Los Cabos Open 2019, kde s Arneodem zdolali v boji o titul britsko-americké turnajové jedničky Dominica Inglota a Austina Krajicka. V zápase odvrátili dva mečboly a sami využili až sedmou mečbolovou příležitost. V únoru 2021 triumfoval s Němcem Timem Pützem na challengeru v italské Bielle. První turnaj na túře ATP spolu odehráli o dva měsíce později na dubnovém Andalucia Open 2021. V květnu již vyhráli dva turnaje ve dvou týdnech, když nejdříve ovládli portugalský Estoril Open 2021 a poté Lyon Open 2021.

## Finále na Grand Slamu

### Mužská čtyřhra: 1 (0–1)
| Stav      | rok  | turnaj          | povrch | spoluhráč     | soupeři ve finále           | výsledek      |
| --------- | ---- | --------------- | ------ | ------------- | --------------------------- | ------------- |
| Finalista | 2023 | Australian Open | tvrdý  | Jan Zieliński | Rinky Hijikata Jason Kubler | 4–6, 6–7(4–7) |

## Finále na okruhu ATP Tour

### Čtyřhra: 16 (7–9)
| Legenda                     |
| --------------------------- |
| Grand Slam (0–1)            |
| Turnaj mistrů (0)           |
| ATP Tour Masters 1000 (1–0) |
| ATP Tour 500 (1–3)          |
| ATP Tour 250 (5–5)          |

| Stav      | č. | datum         | turnaj                                | kategorie  | povrch    | spoluhráč              | soupeři ve finále                        | výsledek                    |
| --------- | -- | ------------- | ------------------------------------- | ---------- | --------- | ---------------------- | ---------------------------------------- | --------------------------- |
| Finalista | 1. | únor 2018     | Montpellier, Francie                  | ATP 250    | tvrdý (h) | Ben McLachlan          | Ken Skupski Neal Skupski                 | 6–7(2–7), 4–6               |
| Vítěz     | 1. | srpen 2019    | Los Cabos, Mexiko                     | ATP 250    | tvrdý     | Romain Arneodo         | Dominic Inglot Austin Krajicek           | 7–5, 5–7, [16–14]           |
| Vítěz     | 2. | květen 2021   | Estoril, Portugalsko                  | ATP 250    | antuka    | Tim Pütz               | Luke Bambridge Dominic Inglot            | 7–5, 3–6, [10–3]            |
| Vítěz     | 3. | květen 2021   | Lyon, Francie                         | ATP 250    | antuka    | Tim Pütz               | Pierre-Hugues Herbert Nicolas Mahut      | 6–4, 5–7, [10–8]            |
| Finalista | 2. | září 2021     | Mety, Francie                         | ATP 250    | tvrdý (h) | Arthur Rinderknech     | Hubert Hurkacz Jan Zieliński             | 5–7, 3–6                    |
| Finalista | 3. | říjen 2021    | Petrohrad, Rusko                      | ATP 250    | tvrdý (h) | Andrej Golubjev        | Jamie Murray Bruno Soares                | 3–6, 4–6                    |
| Finalista | 4. | srpen 2022    | Winston-Salem, Spojené státy          | ATP 250    | tvrdý     | Jan Zieliński          | Matthew Ebden Jamie Murray               | 4–6, 2–6                    |
| Vítěz     | 4. | září 2022     | Mety, Francie                         | tvrdý (h)  | ATP 250   | Jan Zieliński          | Lloyd Glasspool Harri Heliövaara         | 7–6(7–5), 6–4               |
| Finalista | 5. | leden 2023    | Australian Open, Melbourne, Austrálie | Grand Slam | tvrdý     | Jan Zieliński          | Rinky Hijikata Jason Kubler              | 4–6, 6–7(4–7)               |
| Vítěz     | 5. | květen 2023   | Řím, Itálie                           | ATP 1000   | antuka    | Jan Zieliński          | Robin Haase Botic van de Zandschulp      | 7–5, 6–1                    |
| Finalista | 6. | říjen 2023    | Basilej, Švýcarsko                    | ATP 500    | tvrdý (h) | Jan Zieliński          | Santiago González Édouard Roger-Vasselin | 7–6(10–8), 6–7(3–7), [1–10] |
| Vítěz     | 6. | listopad 2023 | Mety, Francie (2)                     | ATP 250    | tvrdý (h) | Jan Zieliński          | Constantin Frantzen Hendrik Jebens       | 6–4, 6–4                    |
| Vítěz     | 7. | březen 2024   | Acapulco, Mexiko                      | ATP 500    | tvrdý     | Jan Zieliński          | Santiago González Neal Skupski           | 6–3, 6–2                    |
| Finalista | 7. | duben 2024    | Barcelona, Španělsko                  | ATP 500    | antuka    | Jan Zieliński          | Máximo González Andrés Molteni           | 6–4, 4–6, [9–11]            |
| Finalista | 8. | duben 2025    | Marrákeš, Maroko                      | ATP 250    | antuka    | Édouard Roger-Vasselin | Patrik Rikl Petr Nouza                   | 3–6, 4–6                    |
| Finalista | 9. | červenec 2025 | Washington, D.C., Spojené státy       | ATP 500    | tvrdý     | Édouard Roger-Vasselin | Simone Bolelli Andrea Vavassori          | 3–6, 4–6                    |

## Tituly na challengerech ATP a okruhu ITF
| Legenda                 |
| ----------------------- |
| Challengery (0 D; 10 Č) |
| ITF (6 D; 27 Č)         |

### Dvouhra (6 titulů)
| Č. | datum       | turnaj                  | povrch      | poražený finalista   | výsledek                |
| -- | ----------- | ----------------------- | ----------- | -------------------- | ----------------------- |
| 1. | září 2012   | Uppsala, Švédsko        | tvrdý (h)   | Robin Olin           | 6–0, 5–7, 6–3           |
| 2. | 2014        | Antalya, Turecko        | tvrdý       | Robin Kern           | 6–0, 6–2                |
| 3. | 2014        | Istanbul, Turecko       | tvrdý       | Aldin Šetkić         | 6–4, 6–3                |
| 4. | 2014        | Istanbul, Turecko       | tvrdý       | Matija Pecotić       | 7–6(7–5), 3–6, 7–6(7–4) |
| 5. | červen 2015 | Šarm aš-Šajch, Egypt    | tvrdý       | Javier Pulgar-García | 6–3, 6–1                |
| 6. | leden 2016  | Veigy-Foncenex, Francie | koberec (h) | Antal van der Duim   | 6–4, 6–3                |

### Čtyřhra (38 titulů)
| Č.  | datum         | turnaj                        | povrch    | spoluhráč         | poražení finalisté                               | výsledek              |
| --- | ------------- | ----------------------------- | --------- | ----------------- | ------------------------------------------------ | --------------------- |
| 1.  | srpen 2012    | Eupen, Belgie                 | antuka    | Teri Groll        | Germain Gigounon James Junior Storme             | 6–4, 6–3              |
| 2.  | říjen 2012    | La Roche-sur-Yon, Francie     | tvrdý (h) | Jean Andersen     | Moritz Baumann Tim Pütz                          | 7–6(8–6), 7–6(7–3)    |
| 3.  | březen 2013   | Saint-Raphaël, Francie        | tvrdý (h) | Romain Arneodo    | Simon Cauvard Alexandre Penaud                   | 6–7(6–8), 6–4, [10–5] |
| 4.  | květen 2013   | Antalya, Turecko              | tvrdý     | Davy Sum          | Claudio Fortuna Matthieu Viérin                  | 6–2, 6–0              |
| 5.  | červen 2013   | Toulon, Francie               | antuka    | Benjamin Balleret | David Couronne Vincent Verpeaux                  | 7–5, 6–4              |
| 6.  | září 2013     | Bagnères-de-Bigorre, Francie  | tvrdý     | Antoine Benneteau | Riccardo Ghedin Claudio Grassi                   | 6–3, 4–6, [10–2]      |
| 7.  | září 2013     | Göteborg, Švédsko             | tvrdý (h) | Jesper Brunström  | Pierre Bonfre Viktor Stjern                      | 6–3, 7–6(7–5)         |
| 8.  | říjen 2013    | Saint-Dizier, Francie         | tvrdý (h) | Germain Gigounon  | David Rice Sean Thornley                         | 7–6(7–4), 6–4         |
| 1.  | říjen 2013    | Mouilleron-le-Captif, Francie | tvrdý (h) | Fabrice Martin    | Henri Kontinen Adrián Menéndez Maceiras          | 3–6, 6–3, [10–8]      |
| 9.  | červenec 2014 | Istanbul, Turecko             | tvrdý     | Federico Zeballos | Tuna Altuna Michal Schmid                        | 7–6(7–3), 3–6, [10–3] |
| 10. | červenec 2014 | Middelkerke, Belgie           | tvrdý     | Élie Rousset      | Éric Fomba Florian Lakat                         | 6–3, 6–1              |
| 11. | říjen 2014    | Nevers, Francie               | tvrdý (h) | Olivier Charroin  | Romano Frantzen Darren Walsh                     | 6–4, 6–4              |
| 12. | březen 2015   | Marsá al-Qantáwí, Tunisko     | tvrdý     | Benjamin Balleret | Thomas Fabbiano Giorgio Portaluri                | 7–5, 2–6, [10–4]      |
| 13. | 2015          | Antalya, Turecko              | tvrdý     | Yannick Jankovits | Marat Děvjaťarov Michael Geerts                  | 7–6(8–6), 6–1         |
| 14. | červen 2015   | Mont-de-Marsan, Francie       | tvrdý (h) | Romain Arneodo    | Théo Fournerie Louis Tessa                       | 6–1, 7–5              |
| 15. | červenec 2015 | Istanbul, Turecko             | tvrdý     | Yannick Jankovits | Sarp Ağabigün Muhammet Haylaz                    | 2–6, 7–5, [10–6]      |
| 16. | srpen 2015    | Ajaccio, Francie              | tvrdý     | Romain Arneodo    | Sančai Ratiwatana Sončat Ratiwatana              | 2–6, 6–4, [10–5]      |
| 17. | srpen 2015    | Sion, Švýcarsko               | antuka    | Tak Khunn Wang    | Federico Coria Siméon Rossier                    | 6–2, 6–2              |
| 18. | květen 2016   | Antalya, Turecko              | tvrdý     | Miķelis Lībietis  | Sarp Ağabigün Altuğ Çelikbilek                   | 6–2, 6–2              |
| 19. | květen 2016   | Antalya, Turecko              | tvrdý     | Miķelis Lībietis  | Kacuki Nagao Hiromasa Oku                        | 4–6, 6–2, [10–3]      |
| 20. | červen 2016   | Harare, Zimbabwe              | tvrdý     | Andrea Vavassori  | Benjamin Lock Courtney John Lock                 | 6–3, 6–3              |
| 21. | červenec 2016 | Harare, Zimbabwe              | tvrdý     | Višnu Vardhan     | Nicolaas Scholtz Tucker Vorster                  | 6–4, 6–2              |
| 22. | červenec 2016 | Harare, Zimbabwe              | tvrdý     | Višnu Vardhan     | Benjamin Lock Courtney John Lock                 | 6–7(5–7), 6–4, [10–5] |
| 23. | červenec 2016 | Ajaccio, Francie              | tvrdý     | Romain Arneodo    | Romain Jouan Joan Soler                          | 7–5, 6–2              |
| 24. | srpen 2016    | Béjar, Španělsko              | tvrdý     | Yannick Mertens   | Alexander Centenari Sami Reinwein                | 6–4, 7–6(7–3)         |
| 25. | říjen 2016    | Saint-Dizier, Francie         | tvrdý (h) | Mick Lescure      | Geoffrey Blancaneaux Evan Furness                | 6–2, 6–3              |
| 26. | leden 2017    | Bressuire, Francie            | tvrdý (h) | Corentin Denolly  | Ante Pavić Ruan Roelofse                         | 6–4, 6–2              |
| 27. | březen 2017   | Gatineau, Kanada              | tvrdý (h) | Miķelis Lībietis  | Grégoire Barrère Laurent Lokoli                  | 7–6(7–4), 6–3         |
| 2.  | srpen 2017    | Manerbio, Itálie              | antuka    | Romain Arneodo    | Michail Jelgin Roman Jebavý                      | 4–6, 7–6(7–3), [10–5] |
| 3.  | leden 2018    | Nouméa, Nová Kaledonie        | tvrdý     | Tim Pütz          | Alejandro González Jaume Munar                   | 6–2, 6–2              |
| 4.  | březen 2018   | Lille, Francie                | tvrdý     | Tim Pütz          | Džívan Nedunčežijan Purav Radža                  | 7–6(7–3), 1–6, [10–7] |
| 5.  | leden 2019    | Canberra, Austrálie           | tvrdý     | Marcelo Demoliner | André Göransson Sem Verbeek                      | 3–6, 6–4, [10–3]      |
| 6.  | únor 2019     | Quimper, Francie              | tvrdý (h) | Fabrice Martin    | David Pel Antonio Šančić                         | 6–4, 6–2              |
| 7.  | březen 2019   | Lille, Francie                | tvrdý     | Romain Arneodo    | Jonatan Erlich Fabrice Martin                    | 7–5, 5–7, [10–8]      |
| 8.  | září 2019     | Orleans, Francie              | tvrdý (h) | Romain Arneodo    | Hans Podlipnik Castillo Tristan-Samuel Weissborn | 6–7(5–7), 6–3, [10–1] |
| 9.  | září 2020     | Aix-en-Provence, Francie      | antuka    | Andrés Molteni    | Ariel Behar Gonzalo Escobar                      | 6–4, 7–6(7–4)         |
| 10. | únor 2021     | Biella, Itálie                | tvrdý (h) | Tim Pütz          | Lloyd Glasspool Harri Heliövaara                 | 7–6(7–4), 6–3         |
| 11. | březen 2022   | Roseto degli Abruzzi, Itálie  | antuka    | Jan Zieliński     | Roman Jebavý Philipp Oswald                      | 7–6(7–2), 4–6, [10–3] |